# Manilaid
Manilaid is een Estisch eiland in de Golf van Riga liggende tussen Kihnu en het schiereiland Tõstamaa. Samen met de omliggende (onbewoonde) eilanden Sorgu en Annilaid, vormt Manilaid de plaats Manija. Bestuurlijk hoort deze plaats tot de gemeente Pärnu in de provincie Pärnumaa.
Het eiland was onbewoond tot 1933, toen ongeveer 100 bewoners naar Manilaid kwamen van het eiland Kihnu. Gedurende de Sovjettijd nam het inwoneraantal af. Daarna stabiliseerde het en op 31 december 2021 woonden er 35 mensen.
Manilaid heeft een veerpontverbinding met Lao (haven van Munalaiu) op het vasteland. 's Winters is het eiland te bereiken door middel van een ijsweg.